# Acord de Sunningdale
L'Acord de Sunningdale va ser un intent de posar fi al conflicte nord-irlandès, forçant els unionistes a compartir el poder amb els nacionalistes irlanedesos. L'acord consistia en tres parts: una Assemblea d'Irlanda del Nord elegida, un Executiu d'Irlanda del Nord amb poder compartit entre els dos grups, i el Consell d'Irlanda a banda i banda de la frontera entre Irlanda del Nord i la República d'Irlanda. L'acord es va signar al Civil Service Staff College (actualment seu de la National School of Government), al Sunningdale Park (Berkshire, Anglaterra), el 9 de desembre de 1973. L'oposició unionista, la violència i una exitosa vaga general lleialista van enfonsar l'acord, que es va retirar el maig de 1974.